# Godzilla (Blue Öyster Cult)
Godzilla is een rocknummer van de Amerikaanse band Blue Öyster Cult, geschreven door hun gitarist Donald "Buck Dharma" Roeser. Het lied werd in 1977 uitgebracht op het vijfde studioalbum van de band, Spectres, en in 1978 uitgebracht op single. Hoewel de single niet in de hitlijsten terechtkwam, werd het over een langere periode toch vaak op de radio gedraaid, waardoor het toch bekendheid verwierf.

## Beschrijving
Verschillende nummers van Blue Öyster Cult zijn lichthartige metal- of hardrocknummers met vele kwinkslagen. Godzilla is hier een voorbeeld van, naast andere nummers als Joan Crawford van het album Fire of Unknown Origin, over de gelijknamige actrice die uit de doden zou opstaan.

## Bezetting
- Eric Bloom: leadzang, stungitaar[1]
- Donald "Buck Dharma" Roeser: leadgitaar, achtergrondzang
- Joe Bouchard: basgitaar, achtergrondzang
- Albert Bouchard: drums, achtergrondzang
- Allen Lanier: ritmegitaar, achtergrondzang

## Uitvoeringen
- Als reactie op het niet gebruiken van het nummer in de soundtrack van de film Godzilla in 1998, hebben Eric Bloom en Buck Dharma een parodie op het nummer ingespeeld, genaamd NoZilla.
- In 1996 hoorde Buck Dharma dat een 10-jarige fan van het nummer Godzilla, Ricky Browning, streed tegen een hersentumor. Dharma organiseerde daarop een benefietconcert om te helpen met de medische kosten van Browning's behandeling. Samen met enkele intimi, waaronder zijn vrouw en Meat Loaf-drummer John Miceli, vormde Dharma de gelegenheidsband Buck Dharma Band. Tijdens de benefiet sloeg Browning mee op een floortom tijdens Godzilla.[2] Browning is uiteindelijk aan de ziekte overleden, maar Dharma's en Browning's familie houden nog steeds nauw contact met elkaar.[3]
- De originele versie van Godzilla valt te horen in de films Detroit Rock City en Dogtown and Z-Boys.
- Het nummer is ook gebruikt in een aflevering van Nip/Tuck.

## Covers
- Racer X nam een versie op voor het album Superheroes uit 2001.
- Sebastian Bach bracht een liveversie van het nummer, uitgebracht in 2003 voor Bring Em Bach - Live.
- Een coverversie is ook een speelbaar nummer in het computerspel Guitar Hero.
- Fu Manchu coverde het in 2010 voor het album Godzilla's/Eatin' Dust.
- Serj Tankian, zanger van System of a Down, zong een coverversie voor de film Godzilla: King of the Monsters uit 2019. Meer dan veertig jaar na de aanvankelijke release van het nummer werd deze versie, in een arrangement van Bear McCreary, de eerste en tot nu toe (2019) enige keer dat het gebruikt werd in een Godzilla-film.